# Chelidonium optimum
Chelidonium optimum là một loài bọ cánh cứng trong họ Cerambycidae.